# Gustave de Surian
Pour les articles homonymes, voir Surian.
Gustave, marquis de Surian de Bras, né à Marseille le 7 décembre 1883 et tué à l’ennemi le 16 juillet 1918 au bois des Châtaigniers près de Festigny dans la Marne, est un officier français.

## Biographie

### Famille
Gustave de Surian est l’unique fils d’Octave, marquis de Surian de Bras, agent de change, et de Joséphine Lombard de La Mazarade. Issu de la noble famille de Provence, des anciens seigneurs de Bras, qui donna un évêque de Vence, Jean-Baptiste Surian, membre de l’Académie française, et Joachim de Surian, premier échevin de Marseille, son ancêtre direct. Il est également le petit-neveu d'Alfred de Surian. Il épouse lady Winifried Woodward (remariée à Claude de Saulces de Freycinet). Il a un fils Jean-Joachim de Surian et une fille unique Potsky (née Claude-Joachime de Surian), épouse le comte Olivier d'Ormesson, homme politique.

### Début
Élève volontaire à l'École spéciale militaire de Saint-Cyr en 1903, il est sous-lieutenant en 1906 puis lieutenant en 1908 dans le  18e régiment de dragons (ancien Dragons du Roi).
Lieutenant au 2e régiment de chasseur d’Afrique en 1909, il est envoyé, en 1913-1914, comme élève-stagiaire à l'École d'application de la cavalerie de Saumur, et sort premier de la promotion des lieutenant-élèves.

### Carrière
Lorsque la Première Guerre mondiale éclate, Gustave de Surian est lieutenant au 3e régiment de chasseurs d’Afrique qui se trouvait à ce moment-là en Algérie ; il rentre en France pour prendre part à la bataille de Neufchâteau, puis à la Bataille de l'Yser. Sur l’Yser, il est promu capitaine le 1er novembre 1914, puis est appelé à l’état-major du 32e corps d’armée qu’il suit en Argonne où il est cité à l’ordre de l’armée.
Après un nouveau passage dans la cavalerie comme capitaine au 5e régiment de dragons de mai à octobre 1915, il est affecté à l’état-major de la 106e brigade d’infanterie, puis à l’état-major du 2e corps de cavalerie. Le 10 décembre 1915 il est affecté et promu commandant de compagnie au 16e bataillon de chasseurs à pied qui se trouve alors dans une des parties les plus bombardées du secteur de Thiaumont. Le 19 décembre 1915 il est nommé capitaine adjudant-major au 8e bataillon de chasseurs à pied de la 42e division, il prend ainsi part à la bataille de Verdun.
Il sera le « vainqueur » du Mort-Homme, le 10 avril 1916, ayant sous son commandement fait reculer l’ennemi. Et sera cité à l’ordre de l’armée : « Officier doué des plus hautes qualités militaires qui font de lui un chef accompli. Il a été l’âme de la résistance, se prodiguant sur tous les points menacés. Il a su insuffler à ses chasseurs l’esprit du sacrifice jusqu’à la mort et créer un courant de sublime héroïsme. »
À la suite de ses blessures, il est affecté provisoirement en octobre 1916 à l’état-major de l’Armée à Paris au 1er bureau avant de passer au bureau des opérations de l’état-major de la IIIe armée en janvier 1917. Passé dans le 159e régiment d’infanterie en octobre 1917, il se bat au château de Coucy et devant Saint-Quentin, avant d’être promu le 20 décembre 1917 chef d’escadron du 2e bataillon du 159e régiment.
Plus jeune commandant de la guerre en 1917, Surian est à la butte du Plémont ce qu’il a été au Mort-Homme et il est nouveau cité à l’ordre de l’armée après le Plémont : « Attaqué par des forces écrasantes, a mené de haute main une lutte de toute une journée par des contre-attaques réitérées  pour conserver une position capitale. A pris lui-même le commandement de sa liaison pour reprendre un observatoire occupé par l’ennemi. A fait de nombreux prisonniers et pris des mitrailleuses… »

### La mort
Après les victoires défensives de Plessis de Roye et de la butte du Plémont, la 77e division du général Bernard Serrigny prend une part de gloire à la bataille d’Épernay et de Reims. Le 15 juillet, l’ennemi, qui, par une double attaque, a voulu encercler la montagne de Reims et atteindre d’une part Châlons et d’autre part Épernay, s’il a totalement échoué devant l’armée du général Gouraud, a mieux réussi sur sa droite, il est arrêté sur la ligne Mesnil-Hutier et Festigny les Hameaux ; il a devant lui le 14e Groupe de Chasseurs à Pied, les 56e, 60e et 61e bataillons de la 77e division. Festigny les Hameaux s’encadre entre deux mamelons, la côte 208 au sud qui est à la France et le bois des Châtaigniers au nord que les Allemands occupe. 
Le 16 juillet 1918 au matin, les bataillons du 159e Régiment d'Infanterie reçoivent l’ordre d’attaquer le bois des Châtaignes. Mais sur la crête de Huche Perdrix, les observateurs allemands ont remarqué la concentration des hommes du 2e bataillon que commande Surian, brusquement la colline est prise sous un déluge de feux d'artillerie meurtriers. Alors que le Commandant de Surian dictait ses ordres à son adjudant de bataillon un obus éclata tout près de lui…
Le lendemain de sa mort, le 17 juillet, le général Bernard Serrigny de la 77e division lui fit l’hommage de le donner en exemple dans l’ordre général du jour : « Le commandant de Surian a été tué hier. On pouvait lui appliquer les termes de la citation mortuaire du général Barbot :  « soldat sans peur et sans reproche ». Il était le modèle du chevalier français. Son nom restera, dans nos mémoires, uni à celui du Plémont où il a été l’honneur de la division. Le souvenir de ses vertus rappellera à tous, le devoir militaire qu’il a su si bien incarner. La division salue en lui une des figures majeures qui, à jamais feront sa gloire. » À ces paroles le lieutenant-colonel Chat commandant le 159e R.I.A. ajoute : « je perd en lui un second des plus sûrs, des plus braves, des plus intelligents. Il inspirait la confiance. C’est un des plus beaux fleurons de notre couronne qui disparaît. Saluons sa mémoire, inclinons-nous devant sa tombe et que le 2e bataillon songe qu’il aura à le venger, si l’occasion s’en présente, les autres bataillons du régiment l’y aideront. »
Le 20 juillet, le 2e bataillon vainquit l’ennemi et remonta jusqu’à la Marne.

## Cimetière de Surian
Gustave de Surian fut d’abord enterré dans la forêt d’Enghien, avec une vingtaine d'Alpins du 159e régiment, dans un cimetière qui porte le nom de cimetière de Surian, aujourd’hui lieu-dit. Son corps fut déplacé à la demande de la marquise de Surian, sa veuve, au Cimetière National Militaire de Dormans. 
Dans l’Historique du 159e régiment d’infanterie on peut lire au sujet du commandant de Surian : « Homme intègre et d’une rare valeur morale, il était d’une exactitude minutieuse dans l’accomplissement du devoir. Il incarnait dans sa personne, toutes les plus belles qualités du chef et du soldat. Il incarnait aussi pour le 159e régiment, la défense glorieuse du Plémont. Son nom est de ceux autour desquels se formera une légende. Les anciens du régiment le citeront à leurs enfants comme le type le plus noble des héros. »

## Rue de Marseille
En 1955, le conseil municipal de Marseille décide d’honorer sa mémoire  en donnant le nom du commandant de Surian à la traverse de la Corderie, en haut du cours Pierre-Puget.

## Mémorial
Le 28 juillet 1998, lors des cérémonies commémoratives du 80e anniversaire de la seconde bataille de la Marne, un détachement du 159e R.I.A., présent lui a rendu les honneurs devant la croix mémoriale à Festigny qui marque l’emplacement où il a trouvé la mort. Le musée des Invalides possède un portait du commandant de Surian.
Son arrière-petit-fils le compositeur et organiste, Olivier d'Ormesson, dédie à sa mémoire son Tenebrae Factae Sunt pour chœur a cappella (éd. Delatour-France).

## Décorations et citations
- Médaille nationale commémorative des opérations effectuées au Maroc avec l’agrafe « Maroc »
- Croix de guerre avec palme à l’ordre de la 3e armée
- Chevalier de la Légion d'honneur
- Cité trois fois à l'ordre de l'armée
- Cité à l’ordre de la 77e division d’infanterie
- Mort pour la France[1]

## Référence
- Les Chasseurs du 8e Bataillon, Souvenirs de Campagne 1914-18.
- Historique du 159e régiment d’infanterie.
- Henry Bordeaux, Voici l’heure des Âmes, édition Gabriel Beauchesne.
- O. d’Ormesson de Surian, Les Surian de Provence  (ISBN 978-2-9536567-0-1).